# Pietro Donà
Pietro Donà (cognome talvolta italianizzato in Donato o Donati; Venezia, 1390 circa – Padova, 7 ottobre 1447) è stato un arcivescovo cattolico e umanista italiano.

## Biografia

### Formazione
Terzogenito del patrizio veneziano Nicolò Donà, studiò all'università di Padova dove il 30 gennaio 1410 ottenne la lincenza in artibus. Conseguì il dottorato solo il 19 ottobre 1418, essendo suoi promotori Biagio Pellacani, Paolo Veneto e Gasparino Barzizza (quest'ultimo recitò nell'occasione un'orazione in suo onore), e nello stesso giorno ottenne anche il dottorato in diritto canonico, sostenuto da Raffaele Fulgosio e Prosdocimo Conti. Nello stesso anno pronunciò nella cattedrale di Padova l'orazione funebre di Francesco Zabarella che forse fu suo insegnante.

### Primi incarichi
Intraprese una rapida e prestigiosa carriera ecclesiastica. Già nell'estate 1411 risultava protonotario apostolico; alla fine dello stesso chiese alla Curia romana (mediante il suo messo Florio Valerio) che gli fossero concessi dei benefici, nonché la dignità di vescovo. Le sue aspirazioni furono esaudite: il 28 aprile 1415 fu eletto arcivescovo di Candia, anche se fu necessaria una dispensa di papa Giovanni XXIII vista la sua giovane età. Secondo Ferdinando Anecchini ebbe la nomina solo nel 1417; in ogni caso, pare non abbia mai preso possesso della diocesi.
A partire dal 1420 lo si ritrova direttamente impegnato in Curia. Il 25 marzo 1423 papa Martino V lo mandò a presiedere il concilio di Pavia assieme a Giacomo di Campli, vescovo di Spoleto, Leonardo di Stagio Dati, generale dei domenicani, e Pietro, abate di Rosazzo. L'assemblea, che fu presto spostata a Siena a causa di una pestilenza, mise in luce le gravissime divisioni interne alla Chiesa e non portò a nessun risultato rilevante. Così, il 7 marzo 1424, il Donà e altri legati pontifici si portarono di nascosto nel territorio di Firenze e fecero affiggere sulla porta della cattedrale cittadina il decreto con cui si scioglieva il concilio.

### Governatore di Perugia
Questa scelta trovò il pieno favore del papa, che volle premiarlo: il 25 ottobre 1425 lo nominò legato a latere del governo di Perugia e il seguente 5 dicembre venne eletto vescovo di Castello. Anche in questo caso il Donà non prese possesso della diocesi e rimase ad amministrare la turbolenta città umbra, da poco riannessa allo Stato pontificio. Si occupò dell'ampliamento della cattedrale, istituì il collegio "Nuova Famiglia" e appoggiò il Gattamelata che tentava di restituire al papa Gualdo Tadino, Montone e Città di Castello, occupate dalla famiglia Varano.
Il 16 giugno 1428 Martino V lo creò vescovo di Padova, ma il Donà rimase a Perugia delegando dei vicari al governo della diocesi. Nel 1430 fu in lite con i Priori che non intendevano consegnare il monaco Angelo di Pascuccio alle autorità romane. Nello stesso anno fu richiamato in Curia dal pontefice, ma già nel 1431 fu spedito a Padova per prendere possesso della sua sede.

### L'episcopato a Padova e il concilio di Basilea
Nella città euganea il Donà si dimostrò un pastore zelante. Cercò di riordinare il clero e di favorire le corporazioni, in particolare attraverso la riforma delle costituzioni del capitolo e della cattedrale. Nel 1431, con lo scopo di incentivare la residenza dei detentori dei benefici minori, istituì una rendita extra, detta "canevetta", per quanti rispettavano gli obblighi previsti dal proprio titolo. Nel 1432 convocò un sinodo generale.
Tuttavia, già nel giugno del 1433 era già in procinto per partire alla volta del concilio di Basilea: così attestava Ambrogio Traversari, giunto a Padova per visitarlo. L'adunanza era stata convocata da Martino V il 10 febbraio 1431, ma sin dall'inizio tra essa e il pontefice erano sorti dei gravissimi attriti. Le cose non erano migliorate con il successore Eugenio IV che ribadiva con forza la propria superiorità nei confronti dell'assemblea; alla fine il papa fu costretto a cedere alle richieste dei padri conciliari, ma questo non risolse la lite: Eugenio, infatti, impose dei propri legati a presiedere il concilio e tra questi figurava il Donà, assieme all'arcivescovo di Genova Giovanni De Ponte e all'abate di Santa Giustina Ludovico Barbo.
L'assemblea reagì duramente a questa imposizione e solo la mediazione dell'imperatore Sigismondo di Lussemburgo si giunse a un accordo. Così, il 24 aprile 1434, i tre presidenti vennero accettati, a patto che rispettassero la superiorità del concilio sul papa e la divisione interna in deputazioni e che non imponessero alcuna giurisdizione coattiva. Le condizioni erano molto dure e presto i presidenti iniziarono a disattenderle.
Dal marzo 1435 il Donà e il Berardi si opposero alla decisione che assegnava al concilio il potere di concedere indulgenze, allo scopo di consentire la riunificazione tra la Chiesa cattolica e la Chiesa ortodossa. I due sostenevano che era una prerogativa del pontefice, facendo altresì notare che egli non aveva bisogno di tramiti essendo direttamente impegnato nelle trattative con i Greci. Nel frattempo cominciarono a spingere sulla proposta di trasferire il concilio in Italia.
Il 9 giugno 1435 si ebbe la definitiva rottura: in occasione di una discussione attorno all'abolizione delle annate (i diritti goduti dalla Santa Sede durante la provvisione o la conferma di benefici), il Donà e il Berardi accusarono il concilio di eresia e se ne andarono. Tornarono il 26 agosto successivo, solo dopo numerose intimidazioni, e senza ritirare le proprie rimostranze. Nel frattempo si era riaperta la questione delle indulgenze e ancora i due non nascosero il loro dissenso. Infine, nel maggio 1439 lasciarono Basilea.
Nei due anni successivi rimase a Bologna presso il pontefice, visitando di tanto in tanto la sua sede di Padova. Nel 1438 partecipò al concilio di Ferrara e lo seguì nel suo successivo spostamento a Firenze. Nel 1439 era nuovamente a Padova e ottenne un privilegio papale per l'università. Nel 1440 tornò a Firenze e vi rimase altri due anni, per poi tornare definitivamente nella sua diocesi. Questa scelta di rompere con la Curia fu probabilmente dettata dalle rivalità nei suoi confronti, legate alle gelosie che il suo prestigio aveva suscitato.

### Ultimi anni
Disilluso e amareggiato, e certamente affaticato dopo tanti anni di carriera, impiegò gli ultimi anni di vita all'istituzione di un collegio universitario, detto Domus Sapientie, aperto a venti studenti bisognosi di diritto canonico. Il progetto incontrò delle difficoltà, tant'è che il 14 settembre 1447 aggiornò il suo testamento dando possibilità agli esecutori di erigere, come alternativa alla Domus Sapientie, un monastero di certosini o di altri monaci; ci si orientò, alla fine, per la fondazione della certosa di Padova.
Nel 1446 convocò un sinodo che sentenziò contro la libera distribuzione degli oli santi ai secolari, esprimendosi altresì a favore di un abbigliamento modesto del clero e dell'efficace sfruttamento dei beni ecclesiastici, che furono confermati inalienabili. Nello stesso anno finanziò la cattedra di Bartolomeo Cipolla all'università e istituì due benefici per l'insegnamento di grammatica e musica ai chierici. Nel 1447 liberò da ogni tassazione il Santuario di Monteortone e iniziò il restauro dell'episcopio.
Morì, forse, di peste e fu sepolto nella cattedrale.

## L'umanista
Vissuto negli anni dell'Umanesimo e in contatto con intellettuali di rilievo, il Donà fu un appassionato bibliofilo. Sin dal 1408 risultava in possesso di un codice di Quintiliano che desiderava il suo maestro Barzizza. Nel 1411 ottenne un Catullo e l'anno successivo un De officiis di Cicerone, copiati entrambi dal nipote Girolamo. Nel 1415 egli stesso trascrisse un Nonio Marcello e un codice sconosciuto che il Barzizza aveva ottenuto da Francesco Barbaro. Negli anni 1420 prestò diversi esemplari ad Ambrogio Traversari (Vangeli e orazioni di Cicerone), mentre in un testamento stilato prima di partire per Basilea citava un codice di Giovanni d'Andrea in parte autografo e vari testi di diritto civile ed ecclesiastico.
Durante la permanenza al concilio continuò a coltivare la sua passione, facendosi copiare dal suo cappellano Giovanni da Monterchi un Lectionarium evangeliorum e, forse, una raccolta di epistole di san Girolamo. Nel 1436 rinvenne un codice di Spira, comprendente tredici opuscoli fra cui la Cosmographia Aethici che ricopiò lui stesso. Nello stesso periodo realizzò una silloge epigrafica (oggi conservata a Berlino).
Dopo il suo ritorno il Traversari gli dedicò una traduzione delle Contra gentiles di Atanasio di Alessandria, completandola con una breve prefazione celebrativa. Nella sua biblioteca conservava anche l'Heptalogus o De septem verbis Domini nostri Iesu Christi in cruce pendentis, poema di Mariano da Volterra, una traduzione di Luciano di Lauro Querini, il Libellus de conservanda sanitate di Bartolomeo da Montagnana e un non meglio identificato Scriptum super libro offitiorum di Cicerone; tutte opere comprendenti una dedica nei suoi confronti.
Giovanni Degli Agostini cita anche una traduzione di Apuleio inviatagli di Guarino Veronese, Paolo Sambin il poema Gesueide dedicatogli da Girolamo Dalle Valli, Margaret L. King il Libellus de magnificis ornamentis civitatis Padue dedicatogli da Michele Savonarola, il De confessione christiana dedicatagli da Sicco Polenton e la traduzione del De septem mundi spectaculi di Gregorio Nazianzeno dedicatagli da Ciriaco d'Ancona.
Mentre si trovava a Firenze frequentò la bottega del libraio Vespasiano da Bisticci che gli procurò almeno lo Speculum historiae mundi di Pietro Comestore e che gli dedicò una delle sue Vite.
Alla fine il Donà si ritrovò con una biblioteca fornitissima (il Sambin vi ha contato trecentocinquantotto codici), una delle più importante collezioni private dell'epoca. Alcuni testi risultano in più copie, probabilmente perché li rendeva disponibili al prestito.
Attorno a sé riunì una cerchia di scriptores: oltre al già citato Giovanni da Monterchi, si ricordano Arnoldo Rempenich di Colonia, Enrico Luberti di Sassonia, Pangrazio di Vienna; si tratta di scrittori in massima parte di origine tedesca, testimonianza del suo legame con quella cultura che formò, certamente, durante il periodo a Basilea. Dagli anni 1440 al gruppo si aggiunse il giurista Francesco Alvarotti.
Ebbe inoltre rapporti con Palla Strozzi, come lui collezionista di codici, e con umanisti quali Benedetto Ovetario, Poggio Bracciolini, Antonio Carabello, Lapo da Castiglionchio, Pietro del Monte, Ognibene Scola e i già citati Traversari, Barbaro, e Guarino Veronese.
Per quanto riguarda le opere pubblicate, ha lasciato l'Oratio in exequiis cardinalis Francisci Zabarellis, di cui si è già detto, l'Oratio in laudem pape, l'Oratio de laudibus philosophiae in suo principio in artibus e l'Oratio...ad reverendissimos patres in concilio Basiliensi existentes. Francesco Sansovino e gli assegna anche una Defensio pro Alexandro contra Averroem de augmentatione.